# Manscheid
Manscheid ist ein Dorf am Fuße der Wildenburg. Es liegt im nordrhein-westfälischen Teil der Eifel in der Nationalparkgemeinde Hellenthal (Kreis Euskirchen).

## Geschichte

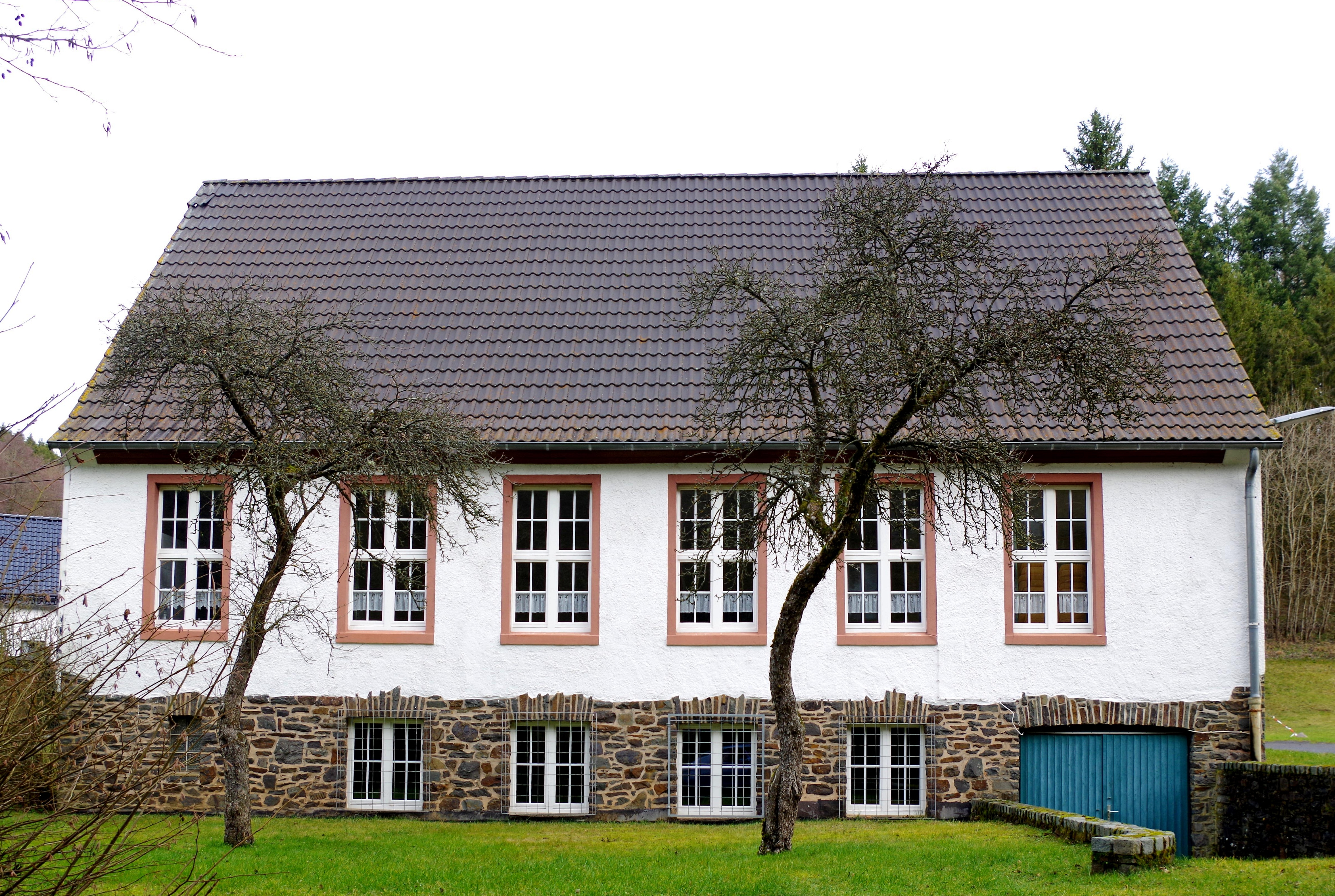
Manscheid, Ehemalige Volksschule, Südseite

Zur Zeit des Alten Reiches gehörte es politisch teils zur Herrschaft Reifferscheid, teils zur Herrschaft Wildenburg. Kirchlich wurde das Dorf von der Grenze der Pfarreien Steinfeld und Reifferscheid durchschnitten. Heute gehört es zur Pfarre St. Johann Baptist Wildenburg im Bistum Aachen.
Manscheid wurde erstmals 1416 in einer Grenzbeschreibung der Freiheit Wildenburg erwähnt, als Werner von Pallandt und Simon von Birgel einen Burgfrieden schlossen. Die Endung -scheid im Ortsnamen deutet auf eine Gründung während der mittelalterlichen Rodungsphase hin.
In Manscheid lag eine Bannmühle der Herrschaft Wildenburg, die erblich verpachtet wurde. Die ersten Pächter wurden 1470 genannt. Die Wassermühle wurde erst Mitte der 1950er-Jahre stillgelegt.
Die seit 1952 bestehende katholische Volksschule wurde 1967 im Zuge der Schulreform aufgelöst.
Manscheid gehörte ursprünglich zur Gemeinde Wahlen. Am 1. Juli 1969 wurde Wahlen nach Kall eingemeindet. Am 1. Januar 1972 wurde Manscheid mit weiteren Ortschaften, die früher der Gemeinde Wahlen angehört haben, nach Hellenthal umgegliedert.

## Verkehr
Die VRS-Buslinien 837 und 885 der RVK verbinden den Ort, überwiegend als TaxiBusPlus, mit seinen Nachbarorten, mit Hellenthal und mit Kall.
| Linie | Verlauf |
| ----- | --- |
| 837   | MiKE (außer im Schülerverkehr): Hellenthal Busbf – Blumenthal – Dommersbach – Kammerwald – Reifferscheid – (Zingscheid –) Wiesen – Manscheid – (Bungenberg –) Winten – (Heiden –) Unterschömbach – Oberschömbach – Kreuzberg – Hecken (– Paulushof) |
| 885   | MiKE (außer im Schülerverkehr): Manscheid – Wildenburg – Benenberg – (Krekel – Rüth – Roder –) Sistig – (Frohnrath –) Rinnen – Sötenich – Kall Bf                                                                                                   |

## Wanderwege
- Manscheid liegt an den örtlichen Rundwanderwegen Nr. 2 und Nr. 3.
- Manscheid wird von der Burgenroute, einem Submarkenweg des Eifelsteigs, berührt.
- Der Radwanderweg F8 des Kreises Euskirchen führt durch das Dorf.
- Ein Wanderweg führt zum Besucherbergwerk Grube Wohlfahrt.